# تری‌برمید آرسنیک
تری‌برمید آرسنیک (به انگلیسی: Arsenic tribromide) با فرمول شیمیایی AsBr۳ یک ترکیب شیمیایی با شناسه پاب‌کم ۲۴۵۶۹ است. که جرم مولی آن 314.634 g/mol می‌باشد. شکل ظاهری این ترکیب، بلورهای جامد زرد کمرنگ و سفید است.